# Strasburg (Illinois)
Pour les articles homonymes, voir Strasbourg (homonymie).
Le village de Strasburg est situé dans le comté de Shelby, dans l’État de l’Illinois, aux États-Unis. Sa population s’élevait à 467 habitants lors du recensement de 2010, estimée à 445 habitants en 2016.